# 메깅요르드

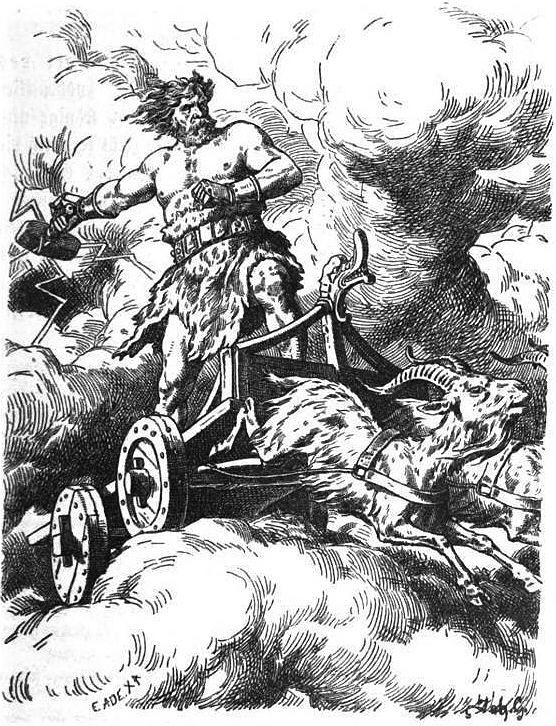

메깅요르드(고대 노르드어: megingjǫrð)는 노르드 신화의 신 토르가 착용한 허리띠이다. 《신 에다》에 따르면 토르는 메깅요르드, 묠니르, 야릉그레이프의 세 가지 보물을 소유하고 있다. 메깅요르드는 원래 강한 토르의 힘을 두 배 강하게 만들어 준다.